# 徐致覺
徐致覺，字先眾，號莘叟，江南六合縣人。清初翰林。
徐致覺於順治六年（1649年）中式己丑科二甲第三名進士，選庶吉士，散館授編修。